# Limnephilus italicus
Limnephilus italicus är en nattsländeart som beskrevs av Mclachlan 1884. Limnephilus italicus ingår i släktet Limnephilus och familjen husmasknattsländor. Inga underarter finns listade i Catalogue of Life.